# Giuseppe Zevola
Giuseppe Zevola, né en 1952 à Naples, est un philosophe [réf. souhaitée], poète et peintre italien contemporain.

## Biographie
Giuseppe Zevola a enseigné la peinture à l'Académie des beaux-arts de Rome et Catane ainsi que la perception visuelle et la communication à l'Institut italien pour les études philosophiques Suor Orsola Benincasa de Naples, .
Sa vie et son art ont été grandement influencés par ses échanges intellectuels avec Hermann Nitsch, Peter Kubelka, Antonio Gargano, Buz Barclay, Jonas Mekas et Bernard Heidsieck.
Ses dix années de travail dans les Archives historiques de l'Institut de la Banque de Naples, lui ont permis d'éditer de nombreuses œuvres, dont la plus importante est préfacée par Ernst Gombrich The Pleasures of Boredom : Quatre siècles d'histoire dans les Archives de la Banque de Naples.
En 1998, il se fixe sur un ancien yacht, le Halloween qui devient sa maison, son laboratoire et son oratoire, inspirant son poème Les Prisonniers de la liberté, qui a été traduit en japonais par Hashiramoto Moto. Le livre a été présenté au douzième congrès de la Société de Philosophie du langage (Piano di Sorrento, octobre 2005).
En 2003 Zevola crée une exposition permanente dans la Certosa de Padula intitulée La Règle et l'Exception : L'Appel à tous les humains de Giordano Bruno, suite du silence contemplatif de saint Bruno, qui est toujours à l'affiche.
En 2004, il fonde la maison d'édition du livre Plotting Position. Les éditions de ces ouvrages ont été l'occasion d'organiser plusieurs représentations dans le monde (Kyoto, Tokyo, Vilnius, Vienne, Berlin, Budapest, Paris, Naples, Rome et New York).
En 2005 Zevola a été le principal assistant de Hermann Nitsch, dans sa 122e au Aktion Burgtheater de Vienne, ce qui célébra plus de trente ans d'amitié intellectuelle et artistique.
La Forêt Sacrée de Bomarzo, un ancien lieu d'inspiration, a désormais pris la place du yacht Halloween. Là, il a lancé de nouveaux projets tels que Art Immobilier : Centre pour la libre circulation des personnes et des idées à travers la planète.

## Œuvres
- The Pleasures of Boredom : Quatre siècles d'histoire dans les Archives de la Banque de Naples(Catalogue littéraire).
- Prisonnier de la liberté, (poème), traduit en japonais par Hashiramoto Moto.

Parmi ses plus récents montages et expositions :
- Naples appelle New York, Mystic Teresa (Anthology Film Archives, novembre 2005, New York),
- Naples appelle Kyoto, 33 photographies pour un livre (Université d'Art et de Design, Kyoto, octobre 2005),
- Travaux et Jours : Le règlement (Certosa di San Lorenzo, Padula, juin 2003),
- Le Prince Antonio de Curtis appelle Daedalus : premier test de l'imagination cosmographique, Kaplan's Project, Palazzo Spinelli, Naples.

## Sources
- (en) Cet article est partiellement ou en totalité issu de l’article de Wikipédia en anglais intitulé « Giuseppe Zevola » (voir la liste des auteurs).